# Мурав'янка чорнохвоста
Мурав'янка чорнохвоста (Oneillornis lunulatus) — вид горобцеподібних птахів родини сорокушових (Thamnophilidae). Мешкає в Еквадорі і Перу.

## Поширення і екологія
Чорнохвості мурав'янки мешкають на сході Еквадорі (Сукумбіос, Орельяна, Пастаса і Морона-Сантьяго) і в Перу (на захід від річок Напо і Укаялі). Вони живуть в підліску вологих рівнинних і заболочених тропічних лісів та у варзейських лісах (тропічних лісах у заплавах Амазонки і її притоків). Зустрічаються переважно на висоті до 950 м над рівнем моря. Чорнохвості мурав'янки слідують за бродячими мурахами, живлячись комахами та іншими безхребетними, що тікають від мурах.